# Nyíregyháza Spartacus
Nyíregyháza Spartacus este o echipa maghiară de fotbal din Nyíregyháza, Ungaria.